# 馬錦明慈善基金馬陳端喜紀念中學
22°19′11″N 114°15′26″E / 22.3198°N 114.2573°E
馬錦明慈善基金馬陳端喜紀念中學（英語：Ma Kam Ming Charitable Foundation Ma Chan Duen Hey Memorial College）為香港西貢區一所津貼中學，於1998年創辦。

## 歷史
此校於1997年初由香港路德會向政府申辦，並獲分配現址的中學校舍。至1998年8月19日，校舍正式交付，並如期於同年9月開課，另設有供在職人士進修的夜中學部。由於此校獲商人馬錦明屬下「馬錦明慈善基金」贊助，因而以其先母馬陳端喜冠名。
2000年1月17日，此校舉行揭幕典禮，由時任民政事務局局長藍鴻震及捐款人馬錦明主持。
至2003年，辦學團體決議於此校設立佈道所，11年後升格為「路德會沐恩堂」。

## 校舍
此校為一所1995年版中學靈活式校舍，佔地5,600平方米，設有26間課室及各種特別室。校舍由廣源建築承建，於1998年8月完工。

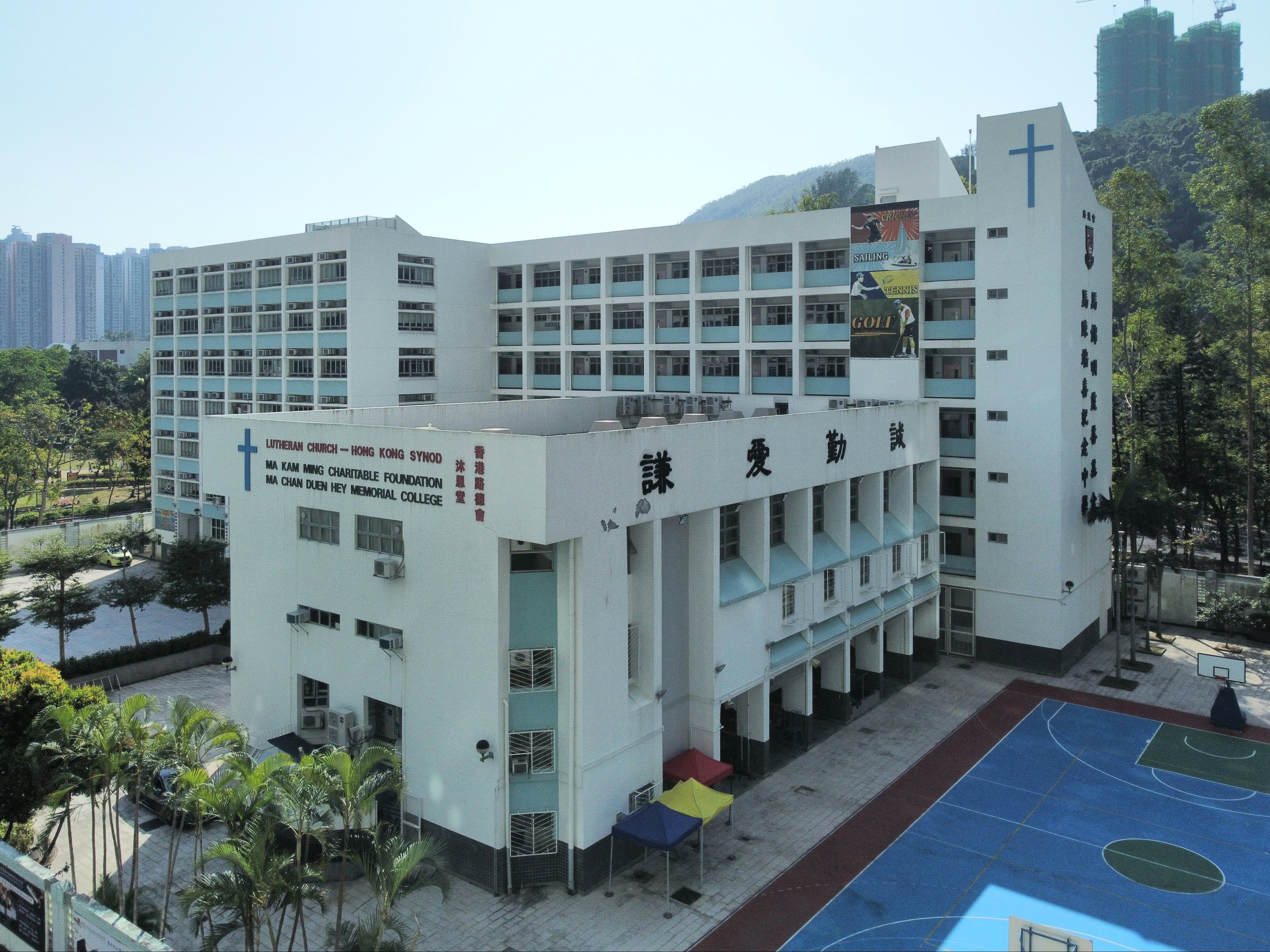
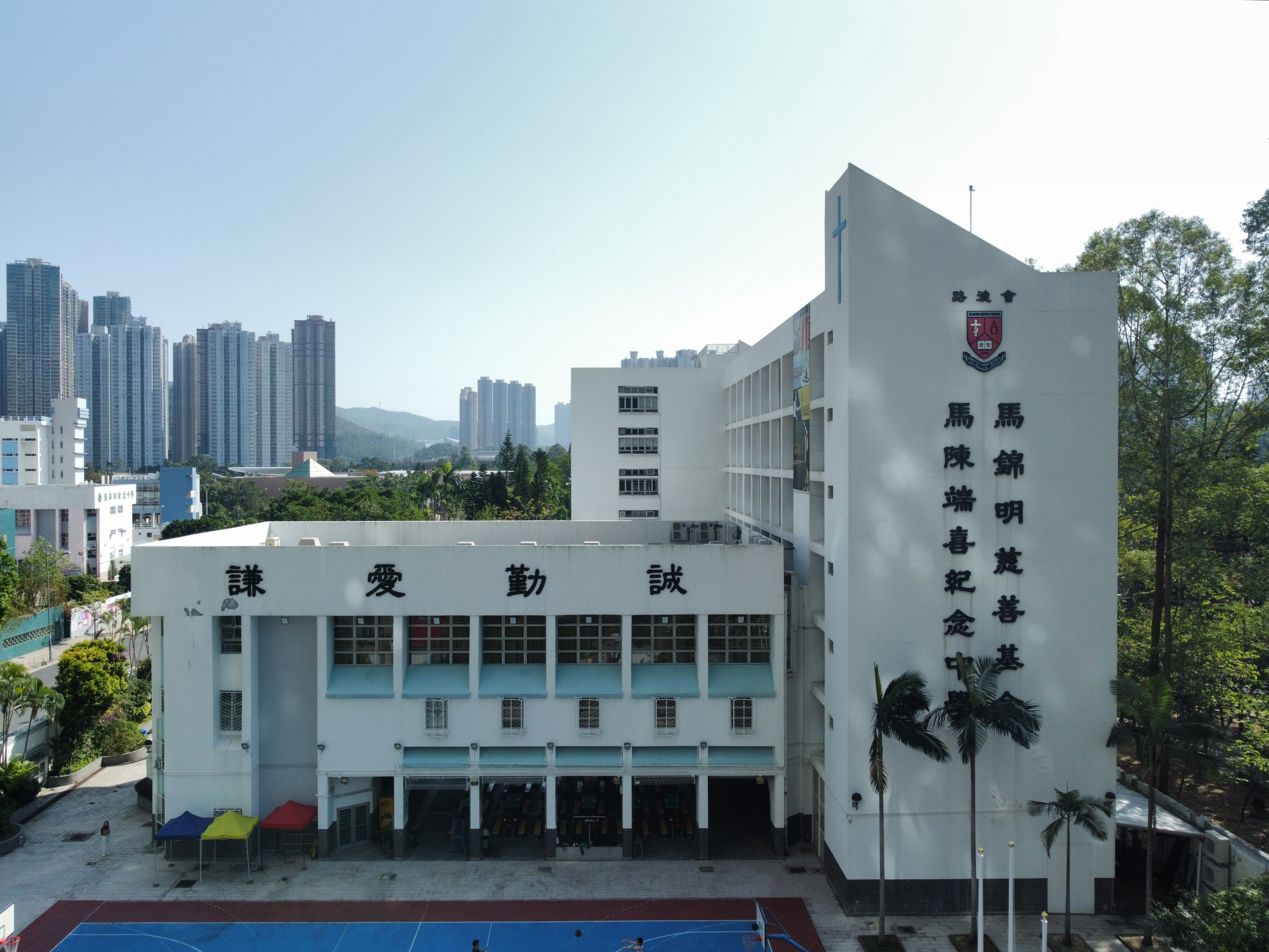
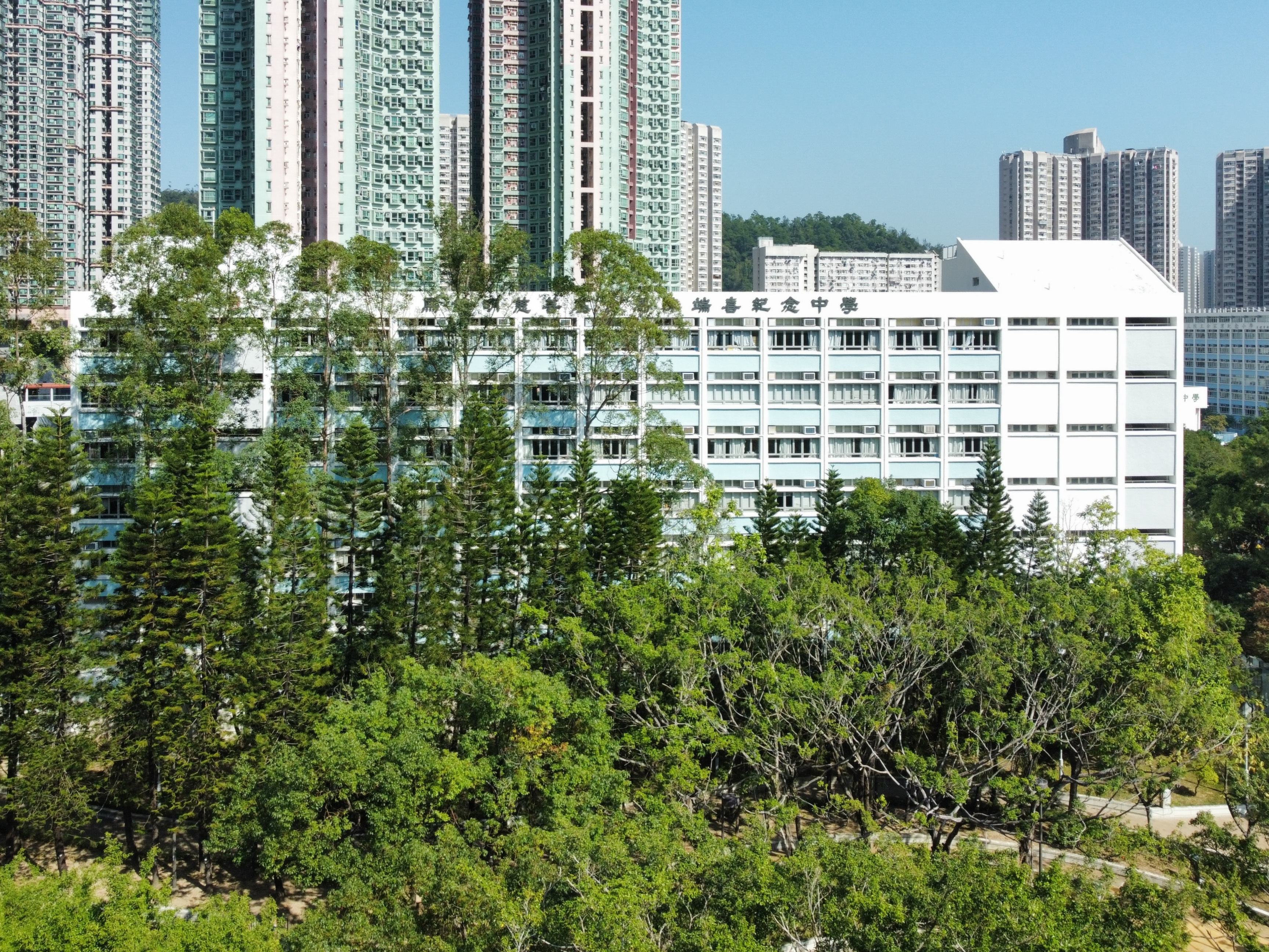
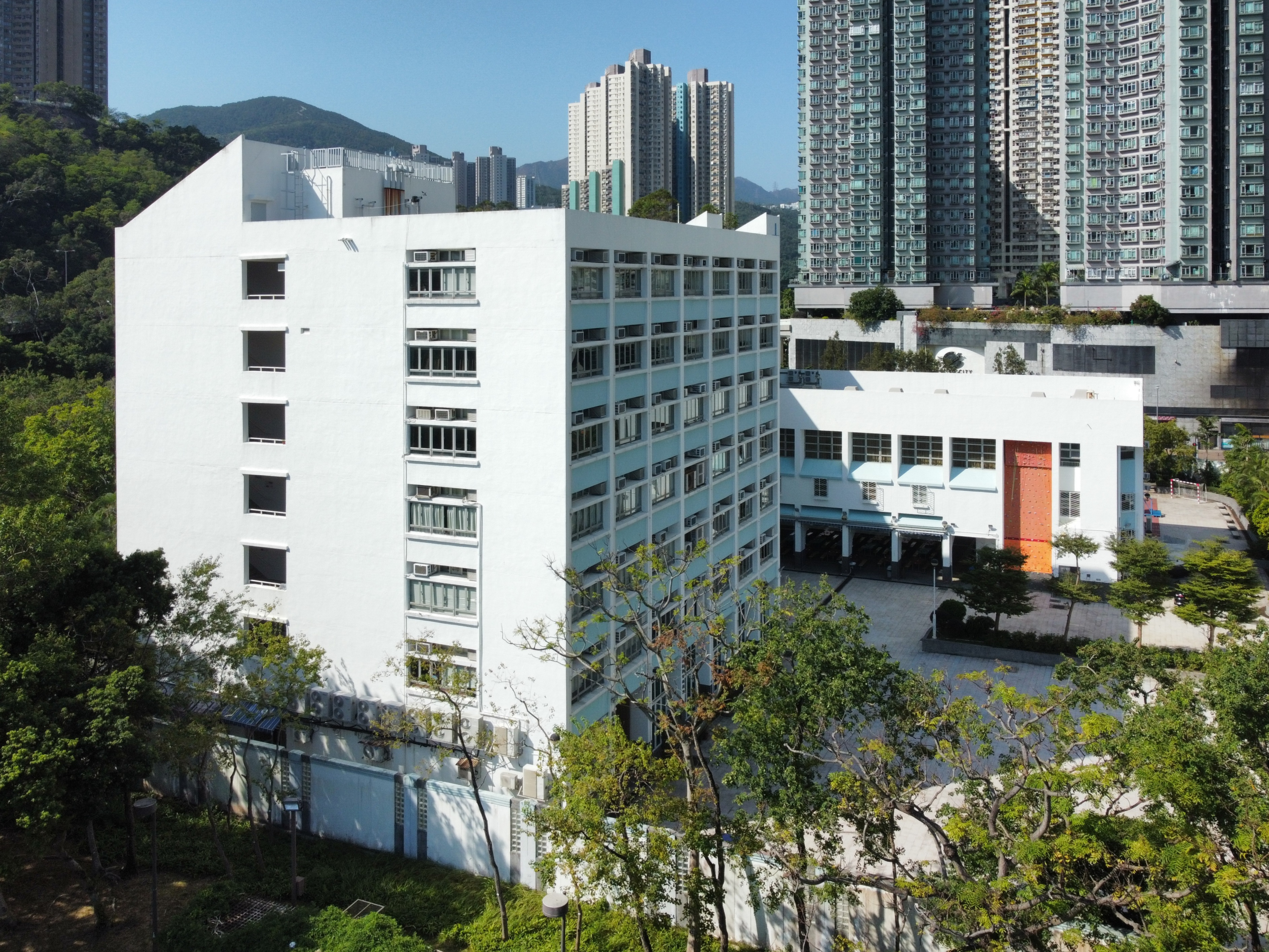

## 歷任管治人員

### 校監
- 戎子由博士（1998年起，現任校監，兼任香港路德會會長）

### 校長
- 潘洪基先生（1998年-2004年，創校校長，由同系協同中學副校長晉升）
- 李國輝先生（2004年-2016年）[8]
- 彭志遠先生（2016年-2021年12月）[9]
- 陳婉玲女士（2022年1月-2023年[10]，後平調至同系協同中學）
- 崔永浩先生（2023年起，現任校長）

### 副校長
- 鄧國章先生（1998年-2014年，首席副校長，其後此職位撤銷）
- 陳樂堅先生（2000年-2003年）
- 黃錦輝先生（2004年-2011年）
- 陳美儀女士（2011年-2016年）
- 陳婉玲女士（2016年-2021年12月，後晉升為校長）
- 魯德光先生（2022年-2022年）
- 陳秀慧女士（2022年-現在）

## 著名校友
- 陳潁熙（2010年中五畢業）：香港女演員[11]
- 趙顯臻（2013年中六畢業）：香港男子賽艇運動員[12]，曾代表香港出戰2016年里約熱內盧奧運男子輕量級雙人雙槳比賽。

## 學生會

### 會長
- 盧俊希 （页面存档备份，存于）（2022年-2023年）

## 註解
1. ↑  2021/22年度，不包括夜中學部[1]
2. ↑  2021/22年度，不包括夜中學部[2]

## 外部連結
- 馬錦明慈善基金馬陳端喜紀念中學官方網站 （页面存档备份，存于）